# INXS
INXS ([ɪnekˈsɛs], abgeleitet von in excess) war eine australische Rockband. Sie wurde 1977 von den Brüdern Tim, Andrew und Jon Farriss als The Farriss Brothers gegründet.

## Geschichte
INXS wurde am 16. August 1977 in Sydney als „The Farriss Brothers“ gegründet.
In den 1980er und zu Beginn der 1990er Jahre war die Band eine der prägenden Kräfte der australischen Rockszene und erzielte internationale Erfolge. Ein Karrierehöhepunkt war das Konzert am 13. Juli 1991 im Londoner Wembley-Stadion vor 72.000 Zuschauern.
Kick (1987)

Mit dem sechsten Studioalbum Kick gelang der Band der internationale Durchbruch. Von dem Album wurden rund 9,2 Millionen Exemplare verkauft. Das von Richard Lowenstern gedrehte Video zur Single Need You Tonight dominierte die MTV Video Music Awards 1988 und gewann fünf Preise.
X (1990)

Das siebte Studioalbum X erschien am 25. September 1990. Die Single Suicide Blonde war 1991 für einen Grammy nominiert, verlor aber gegen Janie's got a gun von Aerosmith. Fünf Lieder des Albums wurden als Singles veröffentlicht.
Welcome to Wherever You Are (1992)

Das achte Studioalbum hieß Welcome to Wherever You Are und wurde von Mark Opitz produziert.
Elegantly Wasted (1997)

1997 erschien das zehnte Studioalbum von INXS.
Am 4. Juni 2019 berichtete das Musikmagazin Rolling Stone vom letzten Interview mit Michael Hutchence sechs Monate vor seinem Tod. In diesem sprach Hutchence auch über den Comeback-Versuch von INXS mit dem Album Elegantly Wasted. Auf die Frage, ob Hutchence die Musik von INXS als „modernen Rock“ bezeichnen würde, sagte er:
„Sehr gute Frage, das würde ich ehrlich gesagt auch gerne wissen. Ich denke mal, wir klingen mindestens so zeitgemäß wie die meisten anderen Rockbands, viel moderner als die Grunge-Fraktion und noch viel moderner als Oasis. Wir würden verdammt noch mal nicht etwas aufnehmen wollen, was in einer besseren Form bereits existiert.“

### INXS nach dem Tod von Michael Hutchence
Nach dem Tod des charismatischen Leadsängers Michael Hutchence am 22. November 1997 trat die Band mit wechselnden Frontmännern wie Jimmy Barnes, Terence Trent D’Arby und Jon Stevens auf. Mit Letzterem wurden auch einige Aufnahmen veröffentlicht, die jedoch nicht an die früheren Erfolge anknüpfen konnten. 2001 wurde INXS mit der Aufnahme in die ARIA Hall of Fame geehrt.
Im Oktober 2005 wurde der 31-jährige kanadische Ex-Elvis-Imitator J. D. Fortune neuer Leadsänger von INXS. Er setzte sich bei der Reality-Show Rock Star: INXS gegen 14 andere Kandidaten durch. Es wurde eine Single namens Pretty Vegas und das Album Switch veröffentlicht.
Bei einem Konzert in Perth, bei dem INXS als Vorgruppe für Matchbox Twenty auftrat, verkündete der Schlagzeuger Jon Farriss am 11. November 2012 nach 35 Bandjahren die Auflösung.

## Diskografie
Studioalben

| Jahr | Titel Musiklabel                            | Höchstplatzierung, Gesamtwochen, AuszeichnungChartplatzierungen (Jahr, Titel, Musiklabel, Platzierungen, Wochen, Auszeichnungen, Anmerkungen) | Höchstplatzierung, Gesamtwochen, AuszeichnungChartplatzierungen (Jahr, Titel, Musiklabel, Platzierungen, Wochen, Auszeichnungen, Anmerkungen) | Höchstplatzierung, Gesamtwochen, AuszeichnungChartplatzierungen (Jahr, Titel, Musiklabel, Platzierungen, Wochen, Auszeichnungen, Anmerkungen) | Höchstplatzierung, Gesamtwochen, AuszeichnungChartplatzierungen (Jahr, Titel, Musiklabel, Platzierungen, Wochen, Auszeichnungen, Anmerkungen) | Höchstplatzierung, Gesamtwochen, AuszeichnungChartplatzierungen (Jahr, Titel, Musiklabel, Platzierungen, Wochen, Auszeichnungen, Anmerkungen) | Höchstplatzierung, Gesamtwochen, AuszeichnungChartplatzierungen (Jahr, Titel, Musiklabel, Platzierungen, Wochen, Auszeichnungen, Anmerkungen) | Anmerkungen                                                    |
| Jahr | Titel Musiklabel                            | DE | AT | CH | UK | US | AU | Anmerkungen                                                    |
| ---- | ------------------------------------------- | --- | --- | --- | --- | --- | --- | -------------------------------------------------------------- |
| 1980 | INXS Deluxe Records (RCA)                   | — | — | — | — | US164 (3 Wo.)US | AU27 (… Wo.)AU | Erstveröffentlichung: 13. Oktober 1980                         |
| 1981 | Underneath the Colours Deluxe Records (RCA) | — | — | — | — | — | AU15 (… Wo.)AU | Erstveröffentlichung: 19. Oktober 1981                         |
| 1982 | Shabooh Shoobah WEA Records (WEA)           | — | — | — | — | US46 Gold · (31 Wo.)US | AU5 ×2Doppelplatin · (… Wo.)AU | Erstveröffentlichung: Oktober 1982 Verkäufe: + 640.000         |
| 1983 | Dekadance WEA Records (WEA)                 | — | — | — | — | US148 (6 Wo.)US | AU2 (… Wo.)AU | Erstveröffentlichung: September 1983                           |
| 1984 | The Swing WEA Records (WEA)                 | — | — | — | — | US52 Platin · (28 Wo.)US | AU1 (… Wo.)AU | Erstveröffentlichung: März 1984 Verkäufe: + 1.390.000          |
| 1985 | Listen Like Thieves WEA Records (WEA)       | — | — | CH30 (1 Wo.)CH | UK48 (15 Wo.)UK | US11 ×2Doppelplatin · (55 Wo.)US | AU1 ×4Vierfachplatin · (… Wo.)AU | Erstveröffentlichung: 11. Oktober 1985 Verkäufe: + 2.320.000   |
| 1987 | Kick WEA Records (WEA)                      | DE11 Gold · (32 Wo.)DE | AT15 (10 Wo.)AT | CH25 Platin · (3 Wo.)CH | UK9 ×3Dreifachplatin · (103 Wo.)UK | US3 ×6Sechsfachplatin · (81 Wo.)US | AU2 ×4Vierfachplatin · (44 Wo.)AU | Erstveröffentlichung: 12. Oktober 1987 Verkäufe: + 9.270.000   |
| 1990 | X WEA Records (WEA)                         | DE9 Gold · (38 Wo.)DE | AT23 (4 Wo.)AT | CH5 Platin · (25 Wo.)CH | UK2 Platin · (44 Wo.)UK | US5 ×2Doppelplatin · (43 Wo.)US | AU1 ×2Doppelplatin · (34 Wo.)AU | Erstveröffentlichung: 25. September 1990 Verkäufe: + 3.310.000 |
| 1992 | Welcome to Wherever You Are EastWest (WMG)  | DE8 (14 Wo.)DE | AT18 (12 Wo.)AT | CH2 Gold · (11 Wo.)CH | UK1 Gold · (33 Wo.)UK | US16 Platin · (31 Wo.)US | AU2 Gold · (13 Wo.)AU | Erstveröffentlichung: 3. August 1992 Verkäufe: + 1.260.000     |
| 1993 | Full Moon, Dirty Hearts EastWest (WMG)      | DE27 (9 Wo.)DE | AT18 (8 Wo.)AT | CH9 (13 Wo.)CH | UK3 Gold · (8 Wo.)UK | US53 (5 Wo.)US | AU4 Gold · (14 Wo.)AU | Erstveröffentlichung: 1. November 1993 Verkäufe: + 135.000     |
| 1997 | Elegantly Wasted Mercury Records (Polygram) | DE23 (6 Wo.)DE | AT32 (6 Wo.)AT | CH13 (9 Wo.)CH | UK16 (4 Wo.)UK | US41 (8 Wo.)US | AU14 (3 Wo.)AU | Erstveröffentlichung: 7. April 1997 Verkäufe: + 50.000         |
| 2005 | Switch Epic Records (Sony BMG)              | — | — | — | — | US17 (16 Wo.)US | AU18 Platin · (30 Wo.)AU | Erstveröffentlichung: 27. November 2005 Verkäufe: + 200.000    |
| 2010 | Original Sin Petrol Electric (MGM)          | — | — | — | — | — | AU49 (1 Wo.)AU | Erstveröffentlichung: 16. November 2010                        |

grau schraffiert: keine Chartdaten aus diesem Jahr verfügbar

## Videospiele
- 1992: INXS: Make My Video